# Sabin (Minnesota)
Pour les articles homonymes, voir Sabin.
Sabin est une ville américaine située dans le comté de Clay, dans le Minnesota. Selon le recensement de 2010, sa population est de 522 habitants.

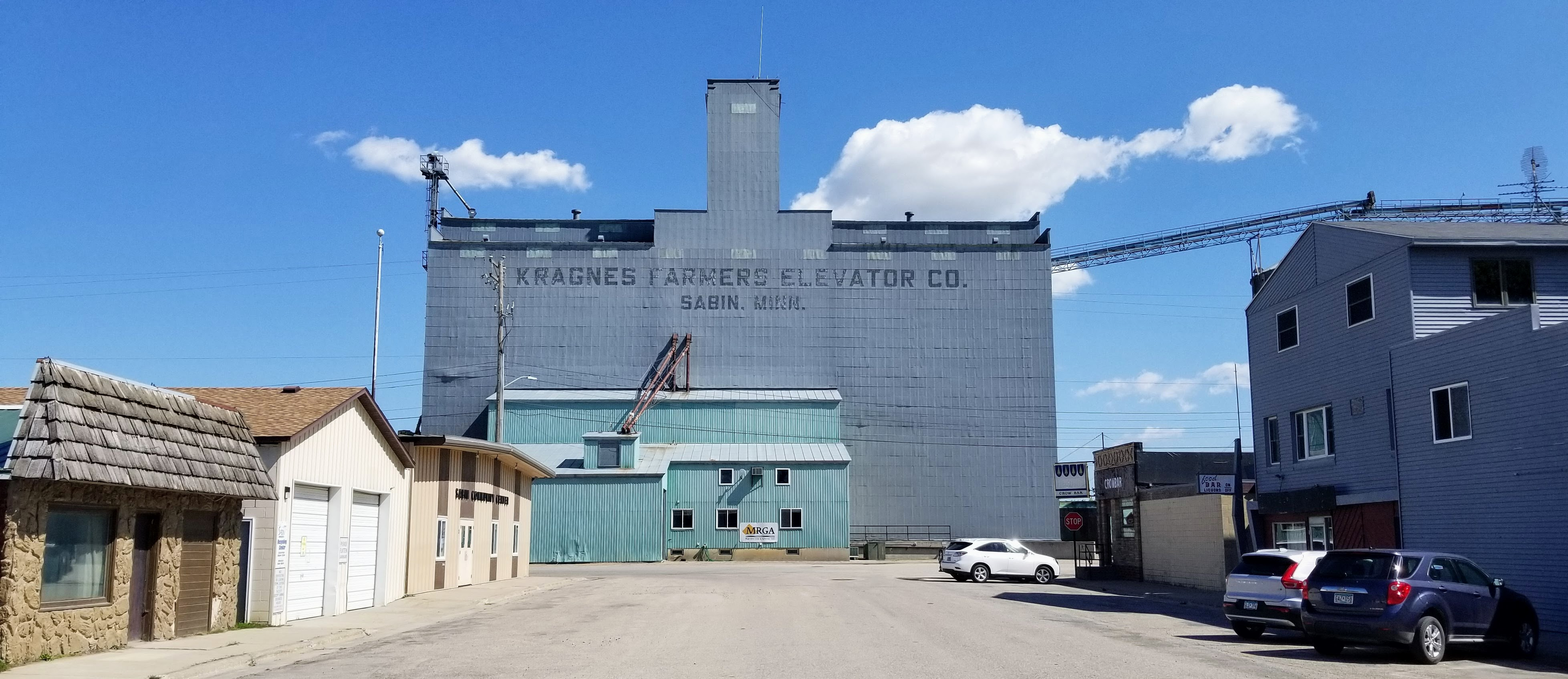
Bâtiments sur la rue Main de Sabin (2021)